# Ugo Benelli
Ugo Benelli (Genova, 20 gennaio 1935) è un tenore italiano, attivo dalla fine degli anni cinquanta del Novecento agli inizi del nuovo millennio, e particolarmente noto per l'interpretazione di ruoli rossiniani.

## Biografia
Studiò inizialmente a Genova con Piero Magenta ed entrò in seguito nei "Cadetti della Scala", la scuola di perfezionamento del grande teatro milanese (oggi "Accademia Teatro alla Scala"), dove completò la sua formazione con i maestri Giulio Confalonieri ed Ettore Campogalliani.
Debuttò in palcoscenico nel 1958 a Montevideo nell'Arlecchinata di Antonio Salieri, «ma l'avvio della vera carriera internazionale risale al 1960, al "Falstaff" interpretato al Gran Teatre del Liceu di Barcellona». Sostenne quindi numerosi ruoli da protagonista alla Piccola Scala e alla Scala, tra i quali quello di Giocondo ne La pietra del paragone che i complessi scaligeri portarono a Pesaro nel 1968 in occasione delle celebrazioni per il centenario della morte di Rossini. L'anno successivo sostituì Luciano Pavarotti ne La figlia del reggimento, riscuotendo un grande successo che costituirà un momento topico della sua carriera. Nel maggio del 1973 partecipò alla tournée della teatro milanese a Vienna, dove, al Theater an der Wien, venne presentata La Cenerentola nel celebre allestimento firmato da Jean-Pierre Ponnelle, con la direzione di Claudio Abbado, mentre, l'8 dicembre, prese parte all'apertura della stagione 1973/1974 con L'italiana in Algeri sempre sotto la bacchetta di Abbado. Lo stesso Abbado lo diresse l'anno successivo, di nuovo ne La Cenerentola, in occasione della trasferta scaligera al Teatro Bol'šoj di Mosca.
Il suo repertorio nel primo ventennio di attività si incentrò soprattutto sulla produzione leggera del belcanto a cavallo tra la seconda metà del Settecento e la prima dell'Ottocento, da Haydn a Auber, passando soprattutto per Mozart, per il già citato e prediletto Rossini (da notare le ripetute riprese, in tutta Italia e all'estero, del ruolo protagonistico del Conte Ory, opera allora abbastanza inconsueta), e per Donizetti (si ricorda in particolare l'interpretazione della Linda di Chamounix al Festival di Wexford del 1983, della quale esiste anche la registrazione radiofonica della BBC). Non mancarono peraltro incursioni nel repertorio barocco precedente (perfino un'Ormindo di Cavalli cantato in tedesco), in quello tardo-ottocentesco (I pescatori di perle, Manon di Massenet, oltre al già citato Falstaff), e perfino nella produzione del Novecento (e non solo, ad esempio, Gianni Schicchi, com'era prevedibile, ma perfino un'apparizione minore nel Wozzeck di Alban Berg, nei panni del "capitano").

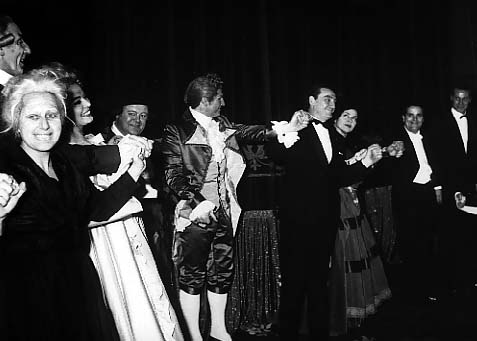
Il diavolo in giardino (1963) - Benelli saluta il pubblico insieme a autori e colleghi (quinto da sinistra al fianco di Luchino Visconti)

Negli anni sessanta Benelli prese anche parte alla prima assoluta di quattro opere musicali nuove, non prive di ambizioni culturali: 
- la "commedia storico-pastorale" in tre atti e quattro quadri Il diavolo in giardino, di Franco Mannino, su libretto di Luchino Visconti, con Filippo Sanjust e Enrico Medioli, Teatro Massimo di Palermo, 1963 (personaggio: Dubut de la Tagnerette);
- l'operina radiofonica La signora Paulatim, di Gino Marinuzzi jr., dall'omonimo racconto di Italo Calvino, prodotta dalla RAI nel 1965 (personaggio: il professore);
- la cantata I Rabbini, di Jan Meyerowitz (1913-1998), per soli, coro e orchestra, su testi di Fedele D'Amico tratti dal Talmud babilonese, prodotta dalla RAI nel 1965 (tenore);
- il dramma musicale in un prologo e due atti Le metamorfosi di Bonaventura, di Gian Francesco Malipiero, su libretto del compositore, Gran Teatro La Fenice di Venezia, 1966 (personaggio: il commediante).

Oltre a quelli già citati, si esibì nei più importanti teatri italiani (Teatro Regio di Torino, Teatro dell'Opera di Roma, Teatro San Carlo di Napoli, Teatro Comunale di Firenze, Teatro Carlo Felice di Genova, Teatro Comunale di Bologna, Teatro Regio di Parma, Teatro Massimo Bellini di Catania, Teatro Verdi di Trieste, Teatro Petruzzelli di Bari), europei (Opéra di Parigi, Royal Opera House di Londra, Grand Théâtre di Ginevra, Gran Teatre del Liceu di Barcellona, Teatro Nacional de São Carlos di Lisbona, Théâtre de la Monnaie di Bruxelles, Koninklijke Opera di Gand, Gaiety Theatre di Dublino, Opera Nazionale Greca di Atene, Deutsche Oper am Rhein di Düsseldorf, Oper Frankfurt di Francoforte sul Meno, Teatro Cuvilliés di Monaco di Baviera), e americani (Metropolitan Opera di New York, Lyric Opera di Chicago, Civic Opera di Dallas, Cincinnati Opera, War Memorial Opera House di San Francisco, numerosi teatri latino-americani). Partecipò, tra gli altri, ai festival di Salisburgo, Glyndebourne, Maggio Musicale Fiorentino, Wexford, Edimburgo, Aix en Provence, Pesaro (Rossini Opera Festival).
Nel 2004, alla soglia dei 69 anni, ha chiuso una carriera durata 46 anni, al Carlo Felice di Genova con un apprezzato "cammeo", il personaggio di Don Basilio ne Le nozze di Figaro. Negli ultimi decenni si è dedicato anche all'insegnamento.

## Caratteristiche artistiche
Benelli è stato essenzialmente, nella parte culminante della sua carriera, un raffinato "tenore di grazia" di levatura internazionale, limitandosi successivamente, a partire dagli anni ottanta, al repertorio da tenore buffo caratterista. In possesso anche di ottime qualità sceniche come attore comico, le parti da lui complessivamente sostenute superano largamente il centinaio (si veda paragrafo successivo sul repertorio) e spaziano per tutti e quattro i secoli della storia del canto lirico, da Monteverdi a Franco Mannino.
All'atto del suo esordio sui palcoscenici della Royal Opera House di Londra, nel 1974, nei panni di Ernesto del Don Pasquale, suo cavallo di battaglia, il critico inglese Harold Rosenthal, nella sua recensione per la rivista «Opera», scriveva: 
(Harold Rosenthal, Don Pasquale. Royal Opera, Covent Garden, January 29, «Opera» marzo 1974, p. 263)
Recensendo invece la registrazione in studio del Barbiere di Siviglia effettuata dieci anni prima dalla Decca per la bacchetta di Silvio Varviso (1924–2006), Elvio Giudici ha affermato:
(Elvio Giudici, L'opera in CD e video - Guida all'ascolto, Milano, Il Saggiatore, 1995, p. 703, ISBN 88-428-0279-4)

## Repertorio
- Francisco António de Almeida
  - La Spinalba (Ippolito)
- Pasquale Anfossi e Carlo Franchi
  - Il barone di Rocca Antica (Barone Arsura)
- Daniel Auber
  - Fra Diavolo (Fra Diavolo)
- Johann Christian Bach
  - Magnificat (tenore)
- Vincenzo Bellini
  - La sonnambula (Elvino)
- Ralph Benatzky
  - Al cavallino bianco
- Alban Berg
  - Wozzeck (il capitano)
- Hector Berlioz
  - Roméo et Juliette (tenore solista del prologo)
- Georges Bizet
  - I pescatori di perle (Nadir)
- Luigi Boccherini
  - La Clementina (Don Urbano)
- Bertold Brecht/Kurt Weill
  - Mahagonny (Jack O'Brien e Tobby Higgins)
- Anton Bruckner
  - Te Deum (tenore)
- Ferruccio Busoni
  - Arlecchino (Leandro)
  - La sposa sorteggiata (Edmondo)
- Francesco Cavalli
  - L'Ormindo (Ormindo)
- Luigi Cherubini
  - Anacréon (Bathylle)
- Domenico Cimarosa
  - Il matrimonio segreto (Paolino)
- Luigi Dallapiccola
  - Il prigioniero (Il grande inquisitore; il carceriere)
- Lorenzo da Ponte (autore del libretto; pasticcio; versione del 1830 basata principalmente su musiche di Rossini)
  - L'Ape Musicale (Narciso)
- Rinaldo di Capua
  - La zingara (Tagliaborse)
- Gaetano Donizetti
  - L'ajo nell'imbarazzo (Enrico)
  - Il giovedì grasso (Ernesto Rousignac)
  - L'elisir d'amore (Nemorino)
  - Linda di Chamounix (Carlo)
  - Rita (Beppe)
  - La Fille du régiment (Tonio)
  - Don Pasquale (Ernesto)
- Antonín Dvořák
  - Requiem (tenore)
- John Gay
  - L'opera del mendicante (Macheath)
- Giuseppe Gazzaniga
  - Don Giovanni o sia Il convitato di pietra (Don Giovanni)
- Umberto Giordano
  - Andrea Chénier (Un incredibile)
- Christoph Willibald Gluck
  - La danza (Tirsi)
  - L'innocenza giustificata (Valerio)

- Franz Joseph Haydn
  - L'infedeltà delusa (Nencio)
  - Il mondo della luna (Ecclitico)
  - Lo speziale (Mengone)
  - Missa in angustiis (tenore)
  - Le ultime sette parole di Cristo sulla croce (tenore)
- Arthur Honegger
  - Giovanna d'Arco al rogo (Una voce di tenore; Porcus; Araldo I°)
- Leoš Janáček
  - L'affare Makropulos (Hauk-Šendorf)
- Niccolò Jommelli
  - L'uccellatrice (Don Narciso)
- Emmerich Kálmán
  - La duchessa di Chicago (Sandor Boris)
- Zoltán Kodály
  - Te Deum (tenore)
- Franz Lehár
  - Il conte di Lussemburgo (il conte)
  - La vedova allegra (Rossillon)
  - Eva (Ottavio)
- Franz Lehár e Carlo Lombardo
  - La danza delle libellule (il duca Carlo)
- Ruggero Leoncavallo
  - Pagliacci (Beppe)
- Gian Francesco Malipiero
  - Le metamorfosi di Bonaventura (Il commediante)
- Franco Mannino
  - Il diavolo in giardino (Dubut de La Tagnerette, creatore del ruolo)
- Gino Marinuzzi jr.
  - La signora Paulatim (Il professore)
- Jules Massenet
  - Manon (Des Grieux, Guillot de Morfontaine)
- Giacomo Meyerbeer
  - Il Crociato in Egitto (Osmino
- Jan Meyerowitz
  - I rabbini (tenore)
- Claudio Monteverdi
  - L'Orfeo (Primo Pastore; uno Spirito, Apollo)
  - Vespro della Beata Vergine (tenore)
- Wolfgang Amadeus Mozart
  - Così fan tutte (Ferrando)
  - Don Giovanni (Don Ottavio)
  - La finta giardiniera (Podestà; Il contino)
  - Idomeneo (Gran sacerdote)
  - Le nozze di Figaro (Don Basilio)
  - Requiem (tenore)
  - Litaniae Venerabili KL25 (tenore)
- Jacopo Napoli
  - Miseria e nobiltà (Eugenio di Casador)
- Jacques Offenbach
  - La bella Elena (Paride)
  - I briganti (Falsacappa)
  - La Périchole (Piquillo)
- Giovanni Paisiello
  - Il barbiere di Siviglia (Almaviva)
- Giovanni Battista Pergolesi
  - San Guglielmo duca d'Aquitania (Guglielmo)
  - Il Flaminio (Flaminio)
  - Lo frate 'nnamorato (Ascanio)

- Lorenzo Perosi
  - Il Natale del Redentore
- Niccolò Piccinni
  - La buona figliuola (Marchese)
- Giuseppe Pietri
  - La donna perduta (Marchese del Pero)
- Sergej Sergeevič Prokof'ev
  - L'amore delle tre melarance (Truffaldino)
- Giacomo Puccini
  - Gianni Schicchi (Rinuccio)
  - Madama Butterfly (Goro)
  - La rondine (Ruggero)
  - Turandot (Pang)
- Ottorino Respighi
  - Lauda per la natività del Signore (tenore)
- Virgilio Ranzato
  - Il paese dei campanelli (Comandante Hans)
- Gioachino Rossini
  - Il barbiere di Siviglia (Almaviva)
  - La cambiale di matrimonio (Edoardo)
  - La Cenerentola (Don Ramiro)
  - Le Comte Ory (Ory)
  - Elisabetta, Regina d'Inghilterra (Norfolk)
  - Guglielmo Tell (Un pescatore)
  - L'inganno felice (Duca)
  - L'italiana in Algeri (Lindoro)
  - L'occasione fa il ladro (Don Eusebio)
  - La pietra del paragone (Giocondo)
  - Il viaggio a Reims (Luigino)
  - Messa di gloria (primo tenore)
  - La riconoscenza (Fileno)
  - Petite messe solennelle (tenore)
- Nino Rota
  - Il cappello di paglia di Firenze (Fadinard)
- Antonio Salieri
  - Arlecchinata (Arlecchino)
- Arnold Schönberg
  - Gurre-Lieder (Klaus-Narr)
- Franz Schubert
  - Messa in mi b magg. N°6
- Johann Strauss (figlio)
  - Die Fledermaus (Alfredo; Eisenstein)
- Richard Strauss
  - Il cavaliere della rosa (Tenore Italiano)
  - Arianna a Nasso (Brighella)
- Giuseppe Verdi
  - Falstaff (Fenton, Cajus)
  - Un giorno di regno (Edoardo)
- Giulio Viozzi
  - Il sasso pagano (Pieri)
- Antonio Vivaldi
  - Dixit Dominus (RV 594) e introduzione (RV 636) "Canta in prato" (tenore)
- Carl Maria von Weber
  - Die Drei Pintos (Don Gaston de Viratos)
- Ermanno Wolf-Ferrari
  - I quatro rusteghi (Filipeto; Il Conte)
  - Il campiello (Zorzeto; Dona Cate Panciana)

## Discografia
- Benatzky - Al Cavallino Bianco: Romana Righetti/ Elena Baggiore/ Arturo Testa/ Ugo Benelli/ Carlo Pierangeli/ Orchestra Cetra/ direttore: Cesare Gallino / FONIT CETRA
- Boccherini - La Clementina: Elena Rizzieri/Karla Schean/ Maria Grazia Ferracini/ Luciana Ticinelli/Ugo Benelli/Fernando Corena/Orchestra della Radiotelevisione della Svizzera Italiana/direttore: Angelo Ephrikian / NUOVA ERA
- De Almeida- La Spinalba: Lidia Marimpietri/ Romana Righetti/ Laura Zanini/ Rena Garazioti/ Ugo Benelli/ Fernando Serafim/ Otello Borgonovo/ Teodoro Rovetta/ Orchestra da Camera Gulbenkian/ direttore: Gianfranco Rivol / PHILIPS
- Donizetti - Don Pasquale: Anna Maccianti/ Mario Basiola/ Ugo Benelli/ Alfredo Mariotti/ Orchestra del Maggio Musicale Fiorentino / direttore: Ettore Gracis / 1974 DEUTSCHE GRAMMOPHON
- Donizetti - La Figlia del Reggimento: Anna Maccianti/ Ugo Benelli/ Alfredo Mariotti/ Flora Rafanelli/ Enzo Viaro/ Vito Susca/ Orchestra Filarmonica Teatro Giuseppe Verdi Trieste/ direttore: Arturo Basile / DEUTSCHE GRAMMOPHON
- Donizetti - L'Aio nell'Imbarazzo: Plinio Clabassi/ Ugo Benelli/ Manlio Rocchi/ Cecilia Fusco/ Antonio Boyer/ Orchestra Filarmonica di Roma/ direttore: Franco Ferrara / RCA
- Donizetti - Il Giovedì Grasso: Ugo Benelli/ Johanna Peters/ Jill Gomez/ Federico Davià/ Radio Telefis Eireann Symphony Orchestra/ direttore: David Atherton / FOYER
- Donizetti - Linda di Chamounix: Lucia Aliberti/ Ugo Benelli/ Gianni Socci/ Brian Kemp/ Anita Terzian/ R.T.E. Synphony Orchestra/ direttore: Gabriele Bellini / VOCE
- Donizetti - Rita: Susanna Rigacci/ Ugo Benelli/ Romano Franceschetto/Orchestra da Camera dell'Associazione In Canto/ direttore: Fabio Maestri / BONGIOVANNI
- Franchi-Anfossi - Il Barone di Rocca Antica: Ugo Benelli/ Milena Josipovich/ Giorgio Gatti/ Bernadette Lucarini/ Orchestra Giovanile In Canto/ direttore: Gabriele Catalucci / BONGIOVANNI
- Gluck - L'Innocenza Giustificata: Alessandra Ruffini/ Ugo Benelli/ Alessandta Rossi De Simone/ Bernadette Lucarini/ Orchestra Giovanile Incanto/ direttore: Gabriele Catalucci / BONGIOVANNI
- Haydn - Il Mondo della Luna: Ugo Benelli/ Mario Chiappi/ Carmen Lavani/ Emilia Ravaglia/ Benedetta Pecchioli/ Angelo Romero/ Ernesto Palacio/ direttore: Bruno Nicolai / EDI PAN
- Lehar - Il Conte di Lussemburgo: Romana Righetti/ Righetti/ Elena Baggiore/ Ugo Benelli/ Carlo Pierangeli/ Orchestra Cetra/ direttore Cesare Gallino / FONIT CETRA
- Lehar - Eva: Romana Righetti/ Elena Baggiore/ Ugo Benelli/ Carlo Pierangeli/ Orchestra Cetra/ direttore: Cesare Gallino / FONIT CETRA
- Leoncavallo - I Pagliacci: Joan Carlyle/ Carlo Bergonzi/ Giuseppe Taddei/ Ugo Benelli/ Rolando Panerai/ Giuseppe Morresi/ Franco Ricciardi/ Orchestra del Teatro alla Scala/ direttore: Herbert von Karajan / DEUTSCHE GRAMMOPHON
- Leoncavallo - I Pagliacci: Renata Scotto/ José Carreras/ Kari Nurmela/ Ugo Benelli/ Thomas Allen/ Philharmonia Orchestra direttore Riccardo Muti / EMI
- Leoncavallo - I Pagliacci: James McCracken/ Pilar Lorengar/ Tom Krause/ Robert Merril/ Ugo Benelli/ Silvio Maionica/ Franco Ricciardi/ Orchestra Accademia Nazionale Di Santa Cecilia/ direttore: Lamberto Gardelli / DECCA
- Meyerbeer - Il Crociato in Egitto: Diana Montague/ Yvonne Kenny/ Della Jones/ Bruce Ford/ Ian Platt/ Linda Kitchen/ Ugo Benelli/ Royal Philharmonic Orchestra/ direttore: David Parry / OPERA RARA
- Mozart - La Finta Giardiniera: Benelli/ Kozlowska/ Torzewski/ Major/ Poulson/ Szmytka/ Smythe/ Orchestre du Théatre Royal de la Monnaie/ direttore: Sylvain Cambreling / RICERCAR SECONDO CGER ESCOVI
- Mozart - Requiem: Elly Ameling/ Marilyn Horne/ Ugo Benelli/ Tugamir Franc/ Wiener Philharmoniker/ direttore: Istvan Kerész / DECCA
- Mozart - Le Nozze di Figaro: Claudio Desderi/ Gianna Rolandi/ Richard Stilwell/ Felicity Lott/ Faith Esham/ Artur Korn/ Anne Mason/ Ugo Benelli/ Alexander Oliver/ Anne Dawson/ Federico Davià/ London Philharmonic Orchestra/ direttore: Bernard Haitink/ EMI
- Mozart - Le Nozze di Figaro: Lucio Gallo/ Karita Mattila/ Marie McLaughlin/ Michele Pertusi/ Monica Bacelli/ Nicoletta Curiel/ Angelo Nosotti/ Ugo Benelli/ Gennaro Sica/ Giorgio Tadeo/ Laura Cherici/ Orchestra del Maggio Musicale Fiorentino/ direttore: Zubin Mehta / SONY.
- Piccinni -La Buona Figliola: Emilia Ravaglia/ Lucia Aliberti/ Margherita Rinaldi/ Renata Baldisseri/ Elena Zilio/ Ugo Benelli/ Enzo Dara/ Alessandro Corbelli/ Orchestra del Teatro dell'Opera di Roma/ direttore: Gianluigi Gelmetti / FONIT CETRA
- Rossini - Il Barbiere di Siviglia: Teresa Berganza/Manuel Ausensi/Ugo Benelli/Nicolai Ghiaurov/Fernando Corena/Orchestra *Rossini di Napoli/ direttore: Silvio Varviso / 1965 DECCA
- Rossini - Il Barbiere di Siviglia: Teresa Berganza/ Domenico Trimarchi/ Ugo Benelli/ Paolo Montarsolo/ Alfredo Mariotti/ Orchestra del Teatro La Fenice/ direttore: Ettore Gracis / MONDO MUSICA
- Rossini - La Cenerentola: Giulietta Simionato/Ugo Benelli/ Sesto Bruscantini/ Paolo Montarsolo/ Orchestra del Maggio Musicale Fiorentino/ direttore Oliviero de Fabritiis / 1963 DECCA
- Rossini- La Cenerentola: Federica von Stade/ Ugo Benelli/ Renato Capecchi/ Paolo Montarsolo/ Nazarin Azarmi/ Sheila Nadler/ E. Lee Davis/ San Francisco Opera Orchestra / direttore: John Pritchard / 1974 CELESTIAL AUDIO
- Rossini - La Cenerentola: Bianca Maria Casoni/ Ugo Benelli/ Sesto Bruscantini/ Alfredo Mariotti/ Rundfunk-Sinfonieorchester/ direttore: Piero Bellugi / ACANTA
- Rossini- L'Italiana in Algeri: Teresa Berganza/ Ugo Benelli/ Paolo Montarsolo/ Enzo Dara/ Angelo Romero/ Margherita Guglielmi/ Laura Zanini/ direttore: Claudio Abbado / G.O.P. GREAT OPERA PERFORMANCES
- Rossini - L'Italiana In Algeri: Lucia Valentini Terrani/Ugo Benelli/Paolo Montarsolo/Enzo Dara/Angelo Romero/Margherita Guglielmi/ Laura Zanini/ Orchestra e Coro del Teatro alla Scala/ direttore: Claudio Abbado / MYTO
- Rossini - L'Italiana in Algeri: Lucia Valentini Terrani/ Ugo Benelli/ Sesto Bruscantini/ Enzo Dara/ Alfredo Mariotti/ Staatskapelle Dresden/ direttore: Gary Bertini / ACANTA
- Rossini - Elisabetta Regina d'Inghilterra: Montserrat Caballé/ José Carreras/ Valerie Masterson/Ugo Benelli/ London Synfony Orchestra /direttore Gianfranco Masini /1976 PHILIPS
- Rossini Messa di Gloria: Margherita Rinaldi/ Ugo Benelli/ John Mitchinson/ Jules Bastin/ English Chamber Orchestra/ direttore: Herbert Handt / PHILIPS
- Rossini - La Riconoscenza: Giovanna Santelli/ Elena Zilio/ Ugo Benelli/ Gastone Sarti/ Orchestra RAI di Torino / direttore: Herbert Handt / VOCE
- Rossini Donizetti Bellini - Romantic Songs: Lidia Marimpietri/ Ugo Benelli / pianista Enrico Fabbro / DECCA
- Rota - Il Cappello di Paglia di Firenze: Ugo Benelli/ Alfredo Mariotti/ Viorica Cortez/ Daniela Mazzuccato/ Mario Basiola/ Edith Martelli/ Giorgio Zancanaro/ Mario Carlin/ Enrico Campi/ Angelo Mercuriali/ Pier Francesco Poli/ Sergio Tedesco/ Orchestra Sinfonica di Roma/ direttore: Nino Rota / R.C.A.- RICORDI
- Vivaldi - Dixit: Karla Schlean/ Adale Bonay/ Ugo Benelli/ Gastone Sarti/ Orchestra Wiener Staatsopera/ direttore: Angelo Ephrikian / 0AMADEO ARCOPHON - ARS NOVA
- Wolf-Ferrari - Il Campiello: Daniela Mazzucato/ Giusy Devinu/ Marina Bolgan/ Cinzia de Mola/ Ugo Benelli/ Max René Cosotti/ Maurizio Comencini/ Manrico Biscotti/ Ildebrando D'Arcangelo/ Carlo Striuli/ Orchestra del Teatro Verdi di Trieste/ direttore: Nikša Bareza / RICORDI FONIT CETRA
- Wolf-Ferrari - I Quatro Rusteghi: Giorgio Tadeo/Rena Garazioti/ Adriana Martino/ Paolo Pedani/ Ugo Benelli/ Edda Vincenzi/ Alfredo mariotti/ Alessandro Maddalena/ Silvana Zanolli/ Mario Guggia/ Licia Galvano/ Orchestra del Teatro la Fenice/ direttore: Bruno Bogo / MONDO MUSICA GmbH